# Мучкалиця
Мучкалиця (серб. Мућкалица) — сербська страва, рагу з м'яса та овочів. Рецепти мучкалиці є частиною місцевої кухні у південній Сербії: Лесковац, Шар-Планина у Косові, Топлиця. Головна особливість цієї страви в тому, що перед приготуванням м'ясо необхідно приготувати на грилі. Його назва походить від слова mućkati, що означає «струшувати, перемішувати».

## Приготування
М'ясо для мучкалиці традиційно обсмажується на грилі, його часто готують із холодного шашлику, що залишився. При цьому в багатьох рецептах м'ясо просто обсмажують на сковороді. Це може бути свинина, яловичина чи баранина. Шматочки смаженого м'яса додають до обсмажених овочів: цибулі, солодкого перцю, помідорів та часнику. Додають трохи води або бульйону і тушкують до готовності, іноді запікають у духовці кілька хвилин.
Існують різні регіональні варіанти мучкалиці. Ліскуватська мучкалиця, найпопулярніша, готується зі свинини, цибулі, перцю болгарського, помідорів, часнику та паприки.
Топлицька мучкалиця — з філе свинини, сиру фета, грибів, соєвого соусу та каперсів.
Шарпланинська мучкалиця — з баранини.